# Meroleuca lituroides
Meroleuca lituroides är en fjärilsart som beskrevs av Eugène Louis Bouvier 1929. Meroleuca lituroides ingår i släktet Meroleuca och familjen påfågelsspinnare. Inga underarter finns listade i Catalogue of Life.